# Ana Carolina (cineasta)
Ana Carolina, nascida Ana Carolina Teixeira Soares (São Paulo, 27 de setembro de 1943), é uma cineasta brasileira. Seu trabalho mais famoso é a trilogia sobre a condição feminina, Mar de Rosas (1977), Das Tripas Coração (1982) e Sonho de Valsa (1987), que retratam o universo feminino em três fases: infância, adolescência e maturidade. . 
Seus filmes caracterizam-se pela presença de análises da vida familiar, privada e social através do humor e do exagero, situações incomuns, não convencionais e pelo desenvolvimento psicológico dos personagens e abordagem de temas como relações de poder e a condição da mulher na sociedade. 
Em 1978, Ana Carolina foi membro do júri do 28º Festival Internacional de Cinema de Berlim. Em 1982, seu filme Das Tripas Coração foi exibido no Festival de Cannes. Ela foi listada no ranking de 100 melhores filmes brasileiros pela Abraccine com Mar de Rosas. 

## Biografia
Ana Carolina nasceu em 27 de setembro de 1943 em São Paulo, filha de imigrantes espanhóis e estudou em rígido colégio alemão, onde teve uma vasta educação cultural europeia. Ainda no colégio, assistiu muitos filmes de grandes diretores como  Fritz Lang e Serguei Eisenstein. 
Formou-se em medicina pela Universidade de São Paulo e participava da escolha de filmes que eram exibidos nas tardes de sábado no centro acadêmico. Estudou paralisia cerebral e entre 1966 e 1968, tocou percussão no grupo de música renascentista Musikantiga. Escreveu pequenos textos sobre filmes, música e assuntos diversos para a Folha de S.Paulo. Iniciou a faculdade de ciências sociais da PUC em 1967 e Cinema na Escola Superior de Cinema da Faculdade São Luis. Nesse momento, foi continuísta do filme As Amorosas e preparadora de filmagens de curta-metragens. 
Em 1969, dirigiu seu primeiro filme, o curta Indústria. Passou então a dirigir uma série de curtas documentais, trabalhando também fotografando eventos e criando trilha musical para filmes para financiar os custos de suas próprias produções. 
Em 1974, lançou Getúlio Vargas, seu primeiro longa-metragem documental feito com arquivos do Departamento de Imprensa e Propaganda e Cinemateca Brasileira em razão dos 20 anos de morte do ex-presidente, filme que a diretora afirma que fez também como homenagem ao próprio pai. Getúlio Vargas é o único filme que ela assina com seu nome inteiro. Após o documentário, Ana Carolina estreou, em 1978, Mar de Rosas, seu primeiro longa-metragem de ficção e primeiro filme da trilogia que durou dez anos para ser finalizada. A trilogia teve apoio da Embrafilme, relação que Ana Carolina comenta em entrevistas. A cineasta já fez diversas declarações sobre políticas de apoio e proteção cinematográfica e sobre dificuldades em fazer filmes no Brasil.

### Mar de Rosas (1977)
A diretora declarou que o filme nasceu de uma necessidade de conhecer melhor a si mesma e suas origens.
Inicialmente, Ana Carolina escreveu a personagem principal, Betinha, com Síndrome de Down, mas depois de várias revisões de roteiro, reescreveu a personagem sem Down e com uma série de atitudes e falas a mais. Ana Carolina diz que o desenvolvimento da personagem tem base nas crianças que atendia no ambulatório de medicina da USP e em experiências próprias de sua relação com a família e suas memórias de adolescente muito tímida, da fase de profunda depressão aos 17 anos e do trabalho que dava à mãe, inclusive numa situação onde pôs fogo na sala de casa, que transformou-se, no filme, numa cena de incêndio em um posto de gasolina. Trechos de cartas que a mãe de Ana Carolina mandou para o pai também foram incorporados nos diálogos e a irmã da diretora assinou o figurino do filme.
O momento de divulgação foi muito complicado para Ana Carolina, especialmente quando foi exibi-lo no Festival de Cinema de Paris. A diretora ficou tão nervosa que parou de comer, de dormir e adoeceu. Apesar disso, o filme teve uma recepção muito positiva. Em 1978, o filme foi exibido no Festival Internacional de Cinema de Berlim, quando Ana Carolina foi membro do júri.

### Das Tripas Coração (1982)
O segundo filme também tem forte ligação com experiências da própria Ana Carolina, que revelou que Das Tripas coração era um filme para ela, enquanto Mar de Rosas era um filme para sua mãe e Sonho de Valsa, para seu pai. Ela também coloca nos diálogos frases que sua avó espanhola dizia e nas falas do personagem de Antônio Fagundes, trechos de cartas que recebeu de namorados.
No filme, Ana Carolina expõe a visão masculina sobre o desejo feminino, propositalmente construindo personagens adolescentes barulhentas, bagunceiras e "histéricas", não porque as meninas são assim exatamente, mas porque é como os homens as veem. Ela afirmou que a histeria, na verdade, é uma característica masculina, presente na visão masculina sobre o desejo feminino, e ela buscou trazer essa imagem em suas últimas circunstâncias, "explodindo o clichê".

### Sonho de Valsa (1987)
O último filme da trilogia também relaciona-se com o anterior, agora trazendo a imagem da mulher madura, adulta. É o mais alegórico dos três: a personagem vivencia literalmente expressões como "carregar a própria cruz" e "engolir sapos". Ana Carolina escreveu o roteiro dois anos antes das gravações do filme e concluiu nele a síntese das questões femininas. 
A finalização e divulgação de Sonho de Valsa foi especialmente difícil para a cineasta porque foi o momento em que sua mãe adoeceu e logo em seguida faleceu, em 1988.  
Apesar do tema constante sobre diferentes realidades da mulher, Ana Carolina declarou que não se considera parte de um cinema feminino , mas que traz em seu trabalho uma outra perspectiva e procura analisar em seus filmes diferentes tipos de relações de poder no âmbito social e privado. Após Sonho de Valsa, a diretora passou um longo período sem lançar filme, voltando apenas em 2000 com o filme Amélia.
Ana Carolina também fundou as produtoras Área Produções Cinematográficas (1969) e Crystal Cinematográfica (1977).
Além do cinema, também escreveu o livro Primo Entrare, Doppo Carbonari, trabalhou com publicidade para Sonima S.A. em 1968 e para DPZ em 1971. Fez reportagens especiais para TVE Rio de Janeiro; dirigiu duas óperas, Ariadne em Naxos em 1988 e Salomé em 2003 para as temporadas do Teatro Municipal do Rio de Janeiro e escreveu duas peças de teatro: As Fraldas da Providência e A Primeira Missa no Brasil, que em 2014 tornou-se longa-metragem.

## Filmografia

### Curta-metragem
| Ano  | Filme                  | Notas                                         |
| ---- | ---------------------- | --------------------------------------------- |
| 1968 | Lavra-dor              | Creditada como Assistente de direção produção |
| 1968 | Indústria              | Primeiro filme dirigido                       |
| 1969 | Guerra do Paraguai     |                                               |
| 1970 | Monteiro Lobato        |                                               |
| 1970 | A Fiandeira            |                                               |
| 1971 | Pantanal               |                                               |
| 1972 | Três Desenhos          | Animação                                      |
| 1979 | Anatomia do Espectador |                                               |

### Longa-metragem
| Ano  | Filme                                                  | Notas                         |
| ---- | ------------------------------------------------------ | ----------------------------- |
| 1973 | Salada Paulista                                        | Episódio "O sonho não acabou" |
| 1974 | Getúlio Vargas                                         | Documentário                  |
| 1977 | Mar de Rosas                                           | Ficção                        |
| 1978 | Nelson Pereira dos Santos Saúda o Povo e Pede Passagem | Ficção/Documentário           |
| 1982 | Das Tripas Coração                                     | Ficção                        |
| 1987 | Sonho de Valsa                                         | Ficção                        |
| 2000 | Amélia                                                 | Ficção                        |
| 2002 | Gregório Mattos (O Boca do Inferno)                    | Ficção                        |
| 2014 | A Primeira Missa ou Tristes Tropeços, Enganos e Urucum | Ficção                        |
| 2022 | Paixões Recorrentes                                    | Ficção                        |

Também trabalhou com a edição e seleção musical do filme A Mulher de Todos.
Em 2019, começou a gravar seu novo filme Paixões recorrentes ou a morte das ideologias.

## Prêmios e Indicações
Associação Paulista de Críticos de Arte (1979)
- Vencedora na categoria Melhor Filme Nacional por Mar de Rosas
- Vencedora na categoria Melhor Diretor por Mar de Rosas
- Vencedora na categoria Melhor Argumento por Mar de Rosas

Festival de Gramado (1983)
- Vencedora na categoria Melhor Diretor por Das Tripas Coração
- Indicada na categoria Melhor Filme por Das Tripas Coração

Fantasporto (1984)
- Indicada na categoria Melhor Filme por Das Tripas Coração

Grande Prêmio do Cinema Brasileiro (2001)
- Indicada na categoria Melhor Roteiro por Amélia[11]